# Олександр Завадський
Олександр Завадський (пол. Aleksander Zawadzki, 6 травня 1798 — 5 червня 1868) — польський біолог, професор Львівського університету, автор списків флори та фауни Галичини й околиць Львова, перший вчений, який досліджував і каталогізував жуків і метеликів Східної Галичини.

## Біографія
У 1835—1837 роках працював викладачем ботаніки та фізики, згодом у 1849—1853 роках — деканом філософського факультету, професором Львівського університету.
За підтримку «Весни народів» у 1848—1849 роках був звільнений з роботи в університеті, переведений на посаду вчителя ліцею в Перемишлі, а пізніше у Брно/
Був членом багатьох наукових товариств, учасником закордонних конгресів, багаторічним редактором львівських журналів «Rozmaitości» та «Mnemozyna».
Його син Ришард Завадський був юристом, суддею, депутатом галицького парламенту та Державної ради у Відні.

## Наукова діяльність
Досліджував та описав флору околиць Львова. У 1854—1868 роках вивчав процеси еволюції та гібридизації рослин. Після приїзду у Брно став учителем Г. Менделя, помітив його талант та вміло спрямував його на вивчення основ генетики. Автор праці «Fauna der Galizisch-Bukowinischen Wirbelthiere» (1840) та організації експедиції по розкопках доісторичних тварин (1851).
Перший дослідник фауни жуків та метеликів Східної Галичини. У числі його учнів був Станіслав Костянтин Петруський, майбутній вчений-зоолог та орнітолог.

## Вшанування пам'яті

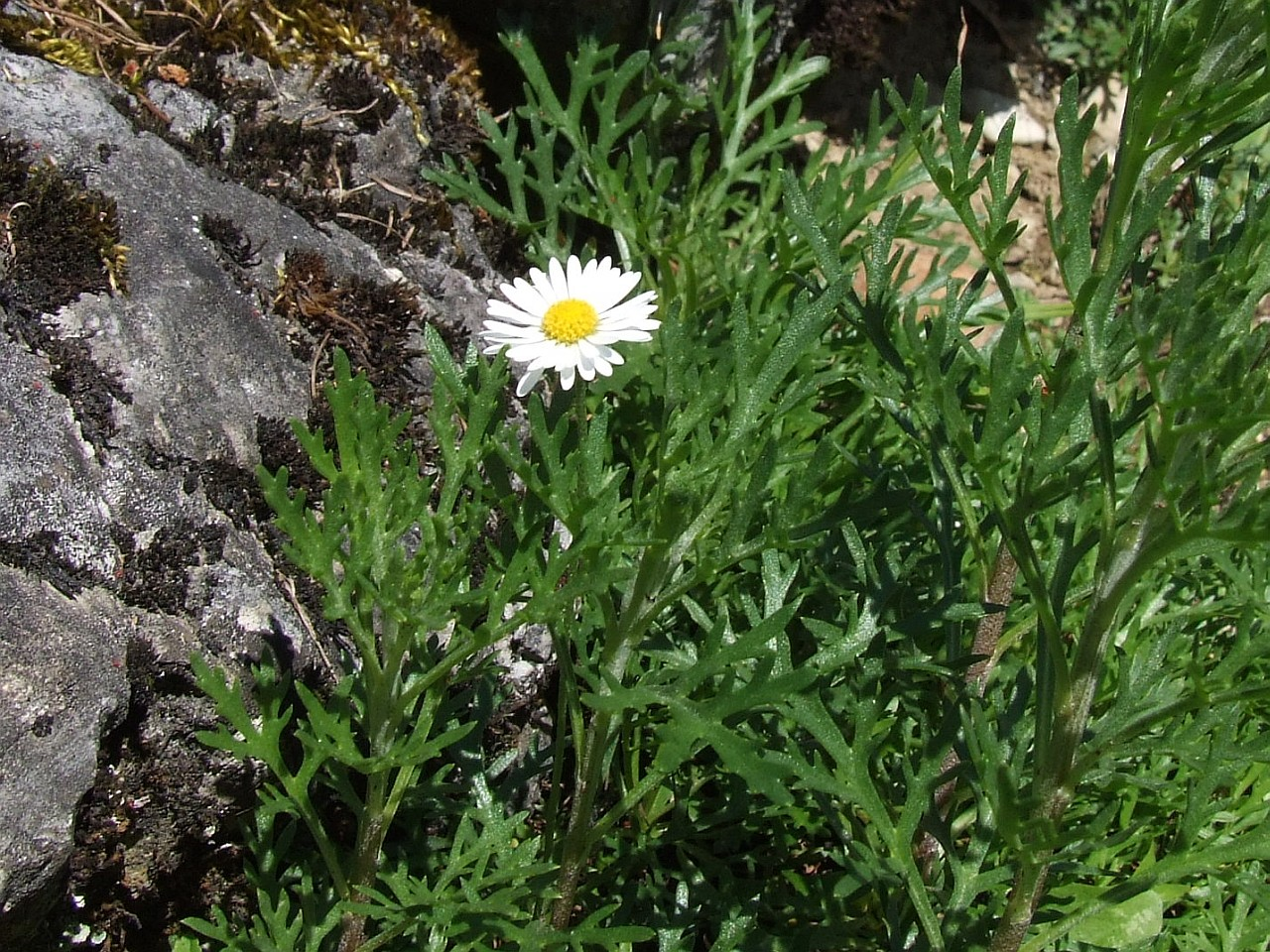
Хризантема Завадського

На честь Завадського названо один з видів хризантем — Chrysanthemum zawadskii, один з видів смілок — Silene zawadzkii і вид туруна — Carabus zawadzkii.
У 2012 році іменем Олександра Завадського названо одну з вулиць польського містечка Варка. Ніяким чином Завадський не був пов'язаний з цим містом, а причина поіменування вулиці була наступна: до перейменування вулиця носила ім'я Олександра Завадського, політика, агента СРСР, якого Товариство шанувальників міста Варки не хотіло надалі вшановувати, тому замінили його Олександром Завадським, ученим, професором Львівського університету.

## Вибрані праці
- Zawadzki A. Enumeratio plantarum Galiciae & Bacowinae. — Breslau, 1835. — 200 с.
- Zawadzki A. Flora der Stadt Lemberg. — Lemberg, 1836. — 230 с.
- Zawadzki A. Die Pilsner Heilquelle. — Lemberg, 1836.
- Zawadzki A. Galicyja w obrazach. — Lwów, 1840.
- Zawadzki A. Fauna der galizisch-bukowinischen Wirbelthiere. — Stuttgart, 1840. — 195 с.
- Zawadzki A. Über die Wichtigkeit der Paläontologie. — Lemberg, 1850.